# Lucien Callamand
Lucien Callamand, nato Lucien Marie Pascal Eugène Callamand (Marsiglia, 1º aprile 1888 – Nizza, 3 dicembre 1968) è stato un attore francese.

## Biografia
Callamand, ha debuttato in teatro e nel cinema nel 1908, agli arbori di quella che viene definita la settima arte. Ebbe una carriera discreta e prolifica, fu una apprezzatissima spalla che registi tra i più diversi hanno messo in scena nel corso dei suoi sessanta anni di attività, in spazi e tempi diversi, menzionando anche la Comédie Française.
Con Albert Capellani recita in L'Assommoir (1908) e Il pane degli uccellini (1911) e negli anni '20 dirige e interpreta il personaggio di Agénor con 6 cortometraggi. Termina la sua intensa e lunga carriera nel 1968 con un piccolo ruolo nel film I giovani lupi di Marcel Carné.
Nel 1912 è deuteragonista nel film Ma concierge est trop jolie con l'attrice Madeleine Aubry, per la Société des Phonographes et Cinématographes Lux, fondata da Henri Joly nel 1906 che entrò subito in competizione in Francia con le case di produzione più importanti. Costretta a chiudere per fallimento alla fine del 1913 dopo che alla «fine del 1909 si era largamente affermata, con rappresentanti in dodici capitali tra cui Barcellona, Budapest, Londra, Mosca, New York e Varsavia».
Nel 1926, è il commissario di polizia in Son premier film di Jean Kemm. Ha continuato la sua attività di attore fino al 1968, anno della sua morte all'età di 80 anni. 
In quanto regista insieme a F.Flouri ha diretto dei cortometraggi tra il 1920 e 1921 incentrati sul personaggio di Agénor da lui steso interpretato. In un ruolo secondario lo troviamo nell'ultimo film girato da Stanlio e Ollio, Atollo K.
Nel 1957 è nel cast de La donna di Saigon, un film d'azione ambientato nella città vietnamita al tempo della guerra degli anni Cinquanta.

## Identificazione con Paul Lack
È stato scritto come Lucien Callamand sia stato sovente assommato con il cantante interprete Paul Lack, al secolo Léopold Postieau nato a Laeken il 20 novembre 1881 e morto a Parigi il 4 marzo 1915, la cui opera è depositata alla Biblioteca nazionale di Francia.

## Filmografia

### Attore
- L'Assommoir, regia di Albert Capellani (1908)
- La Jeunesse de Vidocq ou comment on devient policier - cortometraggio (1909)
- Les Fiancés de Miss Maggy - cortometraggio (1909)
- Il pane degli uccellini (Le Pain des petits oiseaux), regia di Albert Capellani - cortometraggio (1911)
- L'Envieuse, regia di Albert Capellani - cortometraggio (1911)
- Un monsieur qui a un tic, regia di Albert Capellani - cortometraggio (1911)
- Agénor, cavalier de deuxième classe, regia di Maurice de Marsan - cortometraggio (1911)
- Ma concierge est trop jolie, regia di André Heuzé - cortometraggio (1912)
- Les Cinq Sous de Lavarède, regia di Henri Andréani - cortometraggio (1914)
- Narcisse a perdu son oncle, regia di Paul Landrin - cortometraggio (1914)
- Le roman d'un spahi, regia di Henri Pouctal (1914)
- Ma femme veut conduire - cortometraggio (1914)
- Son premier film, regia di Jean Kemm (1926)
- Un trou dans le mur, regia di René Barberis (1930)
- Nuits de Venise, regia di Pierre Billon (1931)
- Un soir, au front, regia di Alexandre Ryder (1931)
- Les Vacances du diable, regia di Alberto Cavalcanti (1931)
- Méphisto, regia di Henri Debain e Georges Vinter (1931)
- Marius, regia di Alexander Korda (1931) - non accreditato
- Il capitano Craddock (Le Capitaine Craddock), regia di Hanns Schwarz (1931)
- Ronny, regia di Roger Le Bon e Reinhold Schünzel (1931)
- Le Vainqueur, regia di Hans Hinrich (1932)
- Tumultes, regia di Robert Siodmak (1932)
- Vous serez ma femme, regia di Serge de Poligny, Carl Boese e Heinz Hille (1932)
- Un homme sans nom, regia di Roger Le Bon e Gustav Ucicky (1932)
- La Belle Aventure, regia di Roger Le Bon e Reinhold Schünzel (1932)
- Stupéfiants, regia di Kurt Gerron e Roger Le Bon (1932)
- Cœurs joyeux, regia di Hanns Schwarz e Max de Vaucorbeil (1932)
- Madame ne veut pas d'enfants, regia di Constantin Landau e Hans Steinhoff (1933)
- Une faible femme, regia di Max de Vaucorbeil (1933)
- Nudo come Adamo (Nu comme un ver), regia di Léon Mathot (1933)
- Una donna al volante (Une femme au volant), regia di Pierre Billon e Kurt Gerron (1933)
- C'était un musicien, regia di Maurice Gleize e Frederic Zelnik (1933)
- Bouton d'or, regia di Andrew Brunelle (1933)
- Hanno rubato un uomo (On a volé un homme), regia di Max Ophüls (1934)
- Une fois dans la vie, regia di Max de Vaucorbeil (1934)
- La Garnison amoureuse, regia di Max de Vaucorbeil (1934)
- Mam'zelle Spahi, regia di Max de Vaucorbeil (1934)
- L'oro per la strada (L'Or dans la rue), regia di Curtis Bernhardt (1934)
- Une vocation irrésistible, regia di Jean Delannoy - cortometraggio (1934)
- Il re dei Campi Elisi (Le Roi des Champs-Élysées), regia di Max Nosseck (1935)
- Fernandel al trapezio volante (L'acrobate), regia di Jean Boyer (1941)
- 56, rue Pigalle, regia di Willy Rozier (1949)
- Atollo K (il vettore, non accreditato) regia di Léo Joannon, John Berry (1951)
- La donna di Saigon (Mort en fraude), regia di Marcel Camus (1957)
- Nella notte cade il velo (Toi... le venin), regia di Robert Hossein (1959)
- Non sono un'assassina (Piège pour Cendrillon), regia di André Cayatte (1965)
- I giovani lupi (Les jeunes loups), regia di Marcel Carné (1968)

### Attore e regista
- Agénor enfant trouvé - cortometraggio (1920)
- Agénor légataire universel - cortometraggio (1920)
- Agénor, Chevalier sans peur - cortometraggio (1920)
- Agénor et la main qui vole - cortometraggio (1921)
- Agénor le bien-aimé - cortometraggio (1921)
- Le Mariage d'Agénor - cortometraggio (1921)

## Teatro
Nel 1924 è a Londra per interpretare il personaggio di Hippolyte Richond nella pièce di Alexandre Dumas figlio Le demi monde.